# Эритрулоза
Эритрулоза (малиновый сахар) — моносахарид из группы тетроз с эмпирической формулой C4H8O4, принадлежит к кетозам. Является единственным представителем кетотетроз.

## Строение молекулы
Эритрулоза является изомером эритрозы и треозы, отличаясь от них наличием кетогруппы при С2, вместо альдогруппы при концевом атоме углерода.
Может существовать в виде двух линейных энантиомеров — D- и L-стереоизомеров, а также в виде рацемата (смеси энантиомеров). Циклической формы у эритрулозы нет.
D-эритрулоза - (R)-1,3,4-тригидроксибутан-2-oн
L-эритрулоза - (S)-1,3,4-тригидроксибутан-2-oн

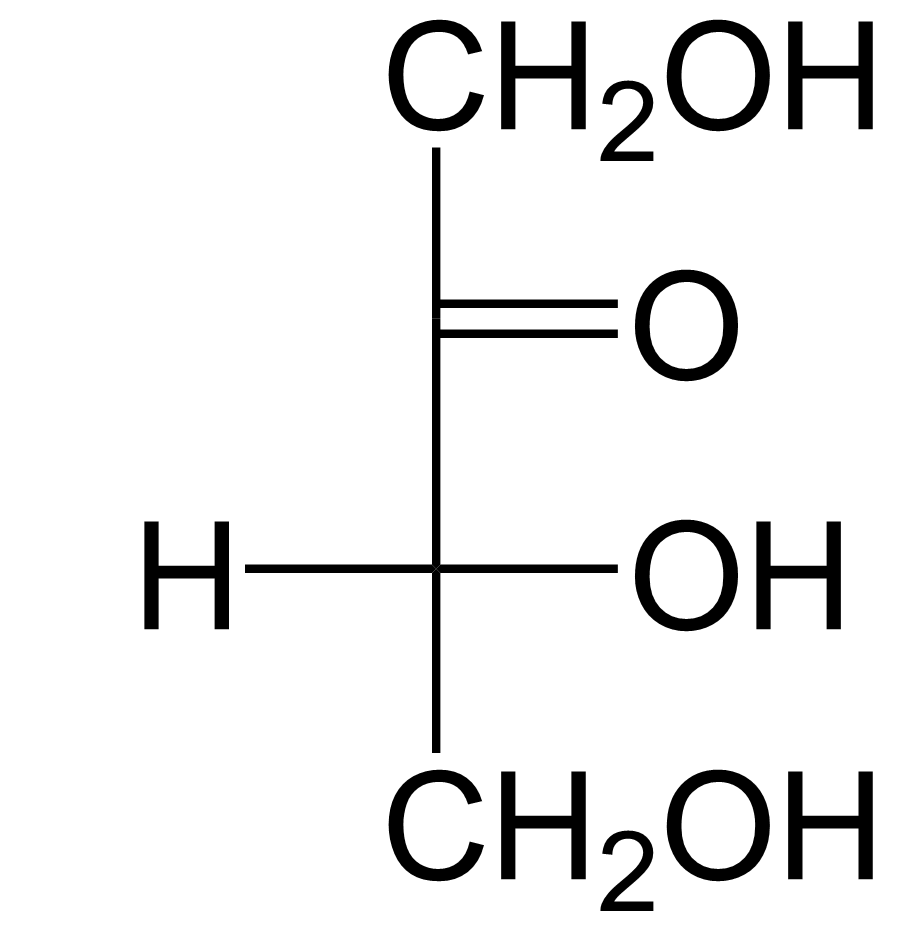
Проекция Фишера для D-эритрулозы
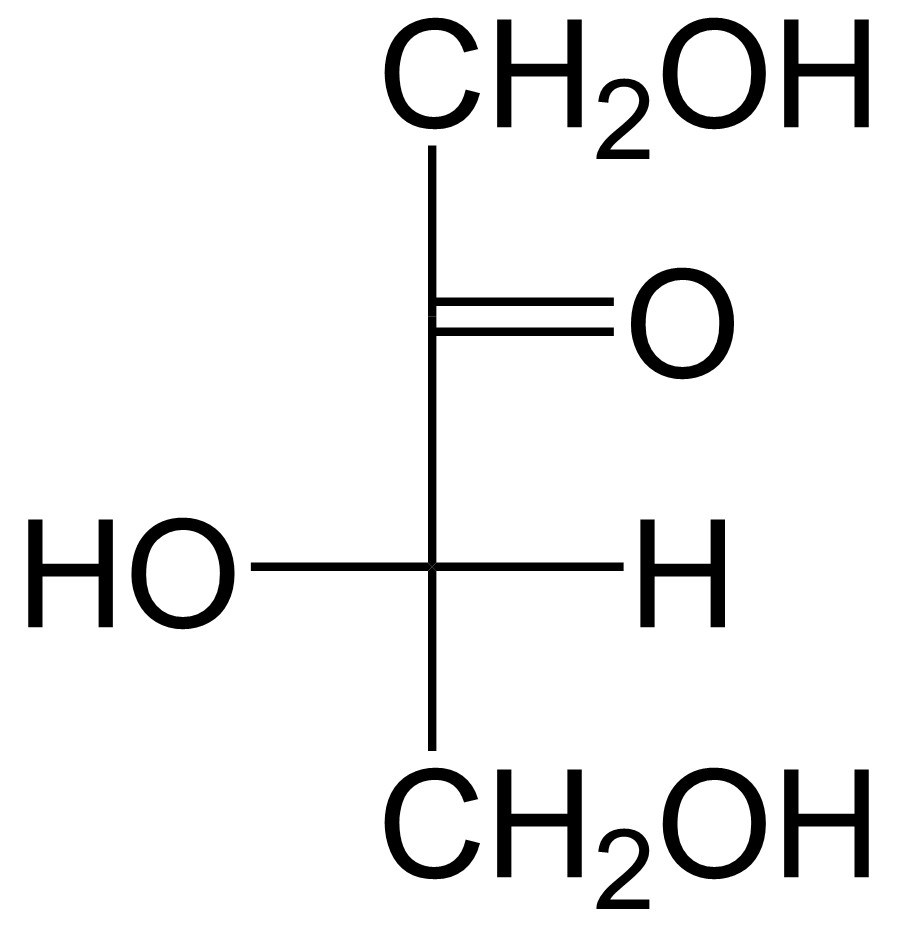
Проекция Фишера для L-эритрулозы

Из двух стереоизомерных форм в природе присутствует исключительно D-эритрулоза.

## Физические и химические свойства
Эритрулоза представляет собой прозрачную, желтоватую, вязкую жидкость хорошо растворимую в воде, но практически нерастворимую в маслах и ацетоне. Водный раствор эритрулозы имеет слабокислую реакцию среды.
При восстановлении эритрулоза дает четырехатомный спирт эритрит или бутантетрол (1,2,3,4-тетрагидроксибутан), образующийся также при восстановлении эритрозы. 
При окислении эритрулозы азотной кислотой получают оптически активное гидроксипроизводное щавелевоуксусной кислоты (2-гидрокси-3-оксобутандиовую кислоту), которая дальнейшем окислении превращается в оптически не деятельную дикетоянтарную кислоту (2,3-диоксобутандиовую кислоту).

## Биологическая роль, получение и применение
В природе D-эритрулоза встречается в спелых красных ягодах (например, малины), являясь наряду с каротиноидами их природным тонирующим компонентом. Отсюда её другое название – малиновый сахар.
Промышленно эритрулозу выделяют из натуральных компонентов (ягод малины) или получают методом биотехнологии из молекул полисахаридов выделяемых из бактерии Gluconobacter senedeus.
Используется эритрулоза в некоторых косметических средствах — авто-загарах (в сочетании c 2-4% дигидроксиацетоном) и кремах для загара (используется без дигидроксиацетона). Эритрулоза, вступая в реакцию с аминокислотами кератиновых белков, образует различные окрашенные полимеры, наличие которых приводит к изменению цвета обработанной кожи.  При этом эффект загара проявляется в среднем через 2 дня, а остается на сравнительно долгое время. При этом эритрулоза не раздражает кожу и не является сенсибилизатором.
Эритрулоза также активно увлажняет кожу, благодаря чему её применяют в различных увлажняющих кремах.